# Earl Barrett
Pour les articles homonymes, voir Barrett.
Earl Barrett, né le 28 avril 1967 à Rochdale (Angleterre), est un footballeur anglais, qui évoluait au poste de défenseur à Aston Villa et en équipe d'Angleterre.
Barrett n'a marqué aucun but lors de ses trois sélections avec l'équipe d'Angleterre entre 1991 et 1993.

## Carrière
- 1985-1986 : Manchester City  Angleterre
- 1985-1986 : Chester City  Angleterre
- 1986-1987 : Manchester City  Angleterre
- 1987-1991 : Oldham Athletic  Angleterre
- 1991-1995 : Aston Villa  Angleterre
- 1994-1998 : Everton  Angleterre
- 1997-1998 : Sheffield United  Angleterre
- 1998-2000 : Sheffield Wednesday  Angleterre[1]

## Palmarès

### En équipe nationale
- 3 sélections et 0 but avec l'équipe d'Angleterre entre 1991 et 1993.

### Avec Oldham Athletic
- Vainqueur du Championnat d'Angleterre de football D2 en 1991.

### Avec Aston Villa
- Vainqueur de la Coupe de la ligue en 1994.
- Vice-Champion du Championnat d'Angleterre de football en 1993.

### Avec Everton
- Vainqueur du Charity Shield en 1995.